# Schlacht an der Wedrosch
Die Schlacht an der Wedrosch ereignete sich während des Russisch-Litauischen Krieges 1500–1503 und war eine der folgenreichsten Schlachten in der spätmittelalterlichen Geschichte Osteuropas. Sie ereignete sich am 14. Juli 1500, etwa 50 km westlich von Kaluga in der Nähe des Flusses Wedrosch (heute Selnja) zwischen den Streitkräften des Großfürstentums Litauen unter der Führung des litauischen Hetmans, Fürst Konstantin Ostroschski, sowie der russischen Armee unter Fürst Daniel Schtschenja.

## Geschichte
Der russische Feldherr wendete eine ähnliche Taktik an, die den Russen bereits in der Schlacht auf dem Kulikowo Pole zum Sieg über die Mongolen aus der Goldenen Horde verholfen hatte. Wedrosch war ein entscheidender Sieg für die Moskauer Großfürsten beim „Sammeln“ der russischen Fürstentümer, die bis 1240 der während des Mongolensturms untergegangenen Kiewer Rus angehört hatten und zum Ausgang des 14. Jahrhunderts aufgrund einer Schwächephase der Horde im Südwesten vollständig vom Großfürstentum Litauen absorbiert worden waren. Nach der Schlacht hatten die Litauer eine hohe Zahl an Opfern zu beklagen, nicht wenige gerieten in russische Gefangenschaft, inklusive Ostrogski persönlich, der ins Gefängnis nach Wologda kam. 

## Folgen
Die Schlacht führte zur Unterzeichnung eines Waffenstillstandsvertrages im Jahr 1503, wonach beträchtliche Territorien vor allem der heutigen östlichen Ukraine und westlichen Russlands an das Großfürstentum Moskau fielen (ca. ein Drittel der Staatsfläche des Großfürstentums Litauen). Nachdem Ostrogski dem Moskauer Großfürsten einen Eid abgelegt hatte und freigelassen worden war, unternahm er mehrere Rückeroberungsversuche, doch selbst sein bedeutender Sieg in der Schlacht bei Orscha im Jahr 1514, während des Russisch-Litauischen Krieges von 1512 bis 1522, brachte Litauen keine politisch-territorialen Vorteile mehr. Die Russen sicherten sich 1522 vertraglich auch das 1514 eroberte Smolensk mit Umland.